# Pavel Doucek
Pavel Doucek (* 27. srpna 1970 Hradec Králové) je český herec.

## Život
V roce 1985 debutoval na jevišti dnešního Klicperova divadla rolí Rogera ve hře Edwarda Albeeho Všechno na zahradě. Zde působil stále jako elév až do roku 1993.
V roce 1993 přijal nabídku olomouckého divadla do profesionálního angažmá. Působil zde až do roku 2000. Z jeho rolí v MDO nutno zmínit Jimiho v Obchodníkovi s deštěm; dále to byl např. Besano (Ten který dostává políčky), Pedro (Muž z kraje La Macha), Osip (Revizor). Pracoval pod takovými režiséry jako je M. Tarant, Z. Zasadny, L. Engelová.
V Olomouci se stal i hercem ve studiu Hořící žirafy. Pánové Drábek a Král mu umožnili účinkovat skoro ve všech jejich projektech odpremiérovaných v Olomouci. V letech 2000–2005 působil v hereckém ansáblu VČD Pardubice.
Jako umělec na volné noze se od roku 2005 do 2009 pohyboval v Praze. Vyzkoušel dva roky v divadle Metro co by Klaun v černém divadle F. Kratochvíla, jednoho z předních mimů naší republiky. Zahrál si na Shakespearských slavnostech ve hře Othello v režii P. Kracíka. Zvláštní nabídku přijal od Národního divadla, kde se setkal a umělecky vypomáhal bratrům Formanovým a jejich slavnému otci Miloši Formanovi při zkouškách hry Dobře placená procházka autoské dvojice Suchý-Šlitr.
V roce 2009 se vrátil na olomoucké jeviště díky realizačnímu týmu šéfa činohry Romana Grossmanna. V roce 2010 hostuje v brněnském Mahenově divadle ve hře Nemrtvý aneb upír z Transylvánie v režii R. Grossmanna. Od 1. října 2010 je členem Národního divadla Brno.
Z filmové či televizní tvorby nutno zmínit seriál Četnické humoresky v režii Antonína Moskalyka, ve kterém ztvárnil roli psovoda Antonína Šebestíka („Toníčka“). Na jaře roku 2009 založil s Petrou Trojanovou a Martinem Zahálkou „studio DrUpIn“.
| 2019 | Kančí les             |
| 2013 | Sněžný drak (TV film) |
| 2012 | Posel                 |

| Seriály | Seriály                                        |
| ------- | ---------------------------------------------- |
| 2021    | 1. MISE                                        |
|         | Dva proti všem (E05)                           |
|         | Polda                                          |
|         | Dostihy smrti (S05E01)                         |
| 2020    | Modrý kód                                      |
|         | Skok do prázdna (S04E76)                       |
|         | Spravedlnost pro všechny (S04E61)              |
| 2019    | Policie Modrava - Milenec z Churáňova (S03E03) |
| 2017    | Labyrint                                       |
|         | Epizoda 6 (S02E06)                             |
|         | Epizoda 5 (S02E05)                             |
|         | Modrý kód                                      |
|         | Úlovek (S02E25)                                |
| 2010    | Cesty domů                                     |
| 2005    | Ulice                                          |
| 2001    | Četnické humoresky                             |
|         | Svatba (S01E09)                                |
|         | Ferda Mravenec (S01E08)                        |
|         | Grunt (S01E07)                                 |
|         | více epizod (6)                                |

| Dokumentární | Dokumentární                 |
| ------------ | ---------------------------- |
| 2016         | Jako bychom dnes zemřít měli |
|              | Za svobodné Brno             |
| 2010         | Ležáky 42                    |

| Divadelní záznam | Divadelní záznam     |
| ---------------- | -------------------- |
| 2000             | Přijď království tvé |

| Krátkometrážní | Krátkometrážní                  |
| -------------- | ------------------------------- |
| 2018           | Život v láhvi (studentský film) |